# Penermon
Penermon és una població dels Estats Units a l'estat de Missouri. Segons el cens del 2000 tenia 75 habitants.

## Demografia
Segons el cens del 2000, Penermon tenia 75 habitants, 31 habitatges, i 20 famílies. La densitat de població era de 137,9 habitants per km².
Dels 31 habitatges en un 29% hi vivien nens de menys de 18 anys, en un 41,9% hi vivien parelles casades, en un 22,6% dones solteres, i en un 32,3% no eren unitats familiars. En el 29% dels habitatges hi vivien persones soles el 22,6% de les quals corresponia a persones de 65 anys o més que vivien soles. El nombre mitjà de persones vivint en cada habitatge era de 2,42 i el nombre mitjà de persones que vivien en cada família era de 3.
Per edats la població es repartia de la següent manera: un 33,3% tenia menys de 18 anys, un 1,3% entre 18 i 24, un 26,7% entre 25 i 44, un 16% de 45 a 60 i un 22,7% 65 anys o més.
L'edat mediana era de 36 anys. Per cada 100 dones de 18 o més anys hi havia 66,7 homes.
La renda mediana per habitatge era d'11.875 $ i la renda mediana per família de 38.333 $. Els homes tenien una renda mediana de 27.083 $ mentre que les dones 15.625 $. La renda per capita de la població era de 10.549 $. Entorn del 15% de les famílies i el 25% de la població estaven per davall del llindar de pobresa.

## Poblacions més properes
El següent diagrama mostra les poblacions més properes.